# Wilhelm Heinse

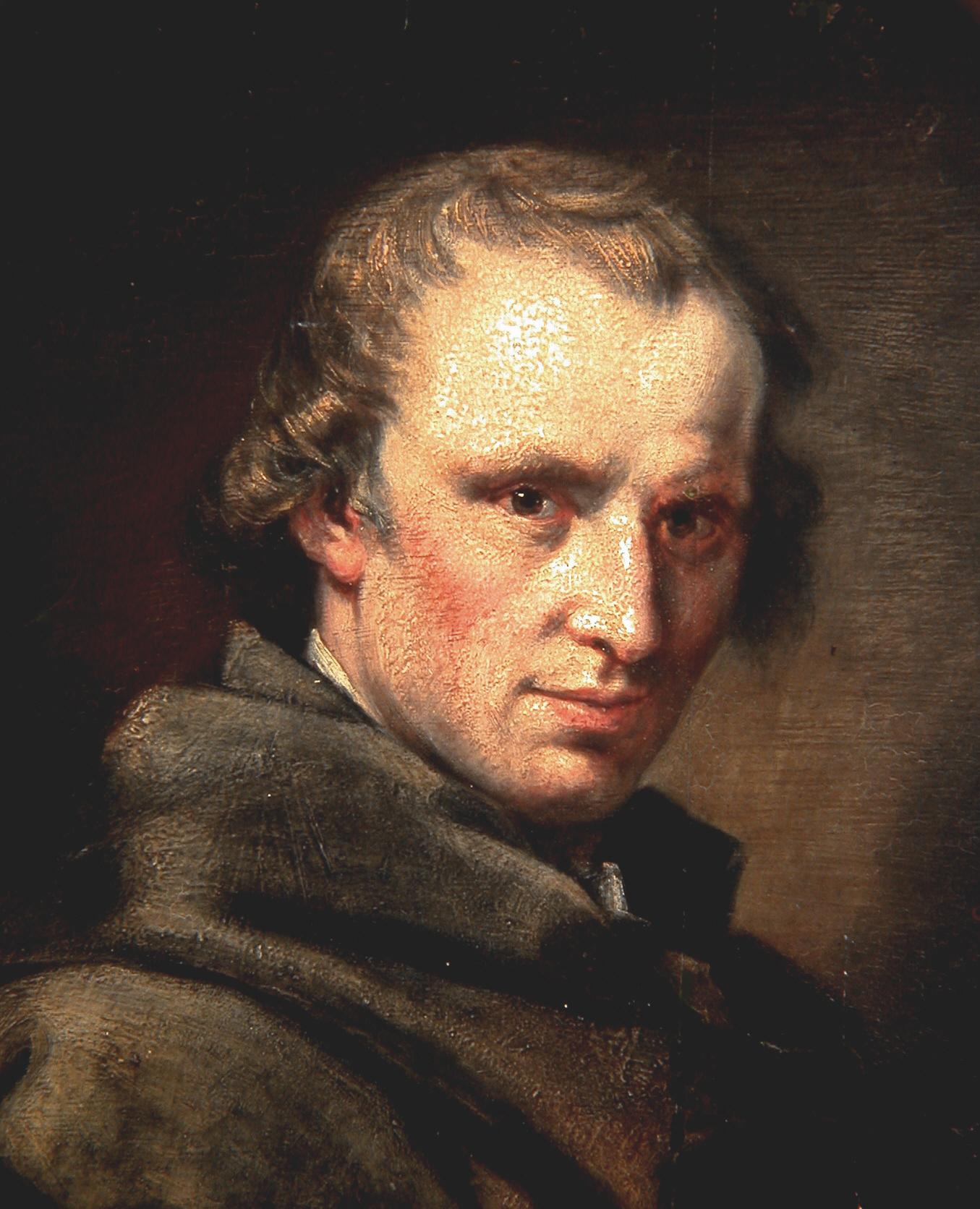
retrato de Heinse

Johann Jakob Miler Heinse (Langewiesen, 15 de febrero de 1746 - Aschaffenburg, 22 de junio de 1803) fue un escritor, crítico y traductor alemán.
Después de la escuela en Schleusingen frecuentó la Universidad de Jena y la de Erfurt para estudiar derecho. Aquí conoció al poeta Christoph Martin Wieland que le presentó el padre Gleim en 1772 que le ofreció un puesto como tutor de una familia de Quedlinburg.
En 1774 se trasladó a Düsseldorf, para ayudar el poeta Jacobi en la publicación del periódico Iris. Por su creciente pasión por el arte, en 1780 viajó a Italia, donde residió tres años.
De regreso en Düsseldorf en 1784, fue nombrado, en 1786, lector y bibliotecario del elector Friedrich Karl Josef von Erthal, arzobispo de Maguncia.
La obra por la que es más conocido es Ardinghello y las islas afortunadas (1787), una novela ambientada en Italia durante el siglo XVI, en la que expone sus puntos de vista sobre el arte y la vida. En otras novelas Laidion, o Misterios de Eleusis (1774) y Hildegard von Hohenthal (1796) combina la sensualidad franca de Wieland con el entusiasmo del "Sturm und Drang". Heinse tuvo una gran influencia en la escuela romántica tanto como novelista y como crítico. En su obra Anastasia y el juego del ajedrez (1803), ambientada también en Italia, muestra su pasión por el ajedrez, apareciendo descritas numerosas posiciones ajedrecísticas, una de las cuales ha dado origen a que el conocido Mate de Anastasia sea denominado así. El conjunto de su obra también ayudó a reforzar el mito de una Italia todavía impregnada de reminiscencias paganas, en una clara conexión con la época clásica. Sus obras completas fueron publicadas por primera vez en Leipzig en 1838.
Sus novelas utópicas están consideradas un precedente del primer socialismo alemán ya que en ellas describió una sociedad primitiva idealizada en la que no existía la propiedad privada.
Tradujo al alemán obras de autores italianos (Petronio, Torcuato Tasso y Ludovico Ariosto).

## Obras traducidas en español
- Ardinghello y las islas afortunadas. Editorial Pre-Textos. 2004. ISBN 84-8191-601-3.
- Anastasia y el juego del ajedrez. Editorial Editorial Media Fanega. 2023. ISBN 979-8396411302.